# Hesseni Alekszandra Fjodorovna orosz cárné
Hessen–Darmstadti Aliz (németül: Alix von Hessen-Darmstadt), orosz nevén Alekszandra Fjodorovna (oroszul: Александра Фёдоровна), születéskori teljes nevén Viktória Aliz Ilona Lujza Beatrix (Darmstadt, 1872. június 6. – Jekatyerinburg, 1918. július 17.), a Hessen–Darmstadti-házból származó hessen–darmstadti hercegnő, IV. Lajos hesseni nagyherceg és Szász–Coburg–Gothai Aliz brit királyi hercegnő hatodik gyermeke, II. Miklós orosz cárral kötött házassága révén az Orosz Birodalom cárnéja. Személye, nézetei és politikai szerepvállalása szerepet játszott a monarchia népszerűségvesztésében, hozzájárult a cári rendszert megdöntő forradalom kitöréséhez vezető okokhoz. Az ortodox egyház mártírként tiszteli és szentté avatta.

## Gyermekkora

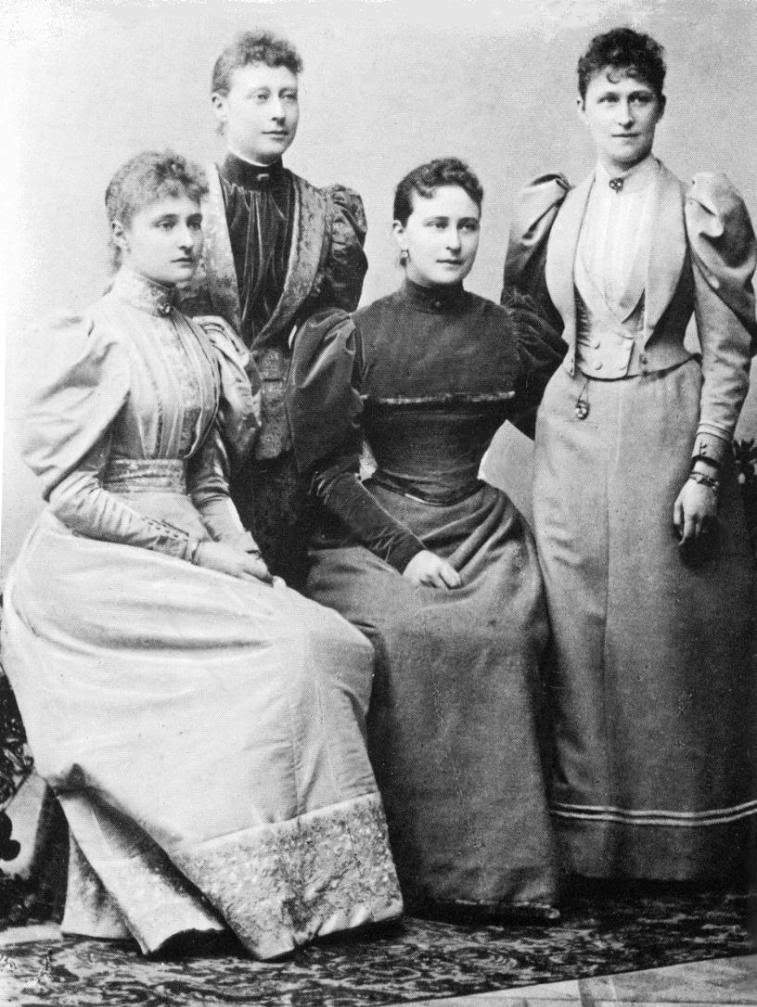
A hesseni nővérek 1894-ben (balról jobbra: Alix, Viktória, Erzsébet, Irén)

Alix hercegnő az édesanyja, Aliz brit királyi hercegnő (Viktória brit királynő leánya) elsődleges keresztnevét kapta németes formában. Alix a család hatodik gyermeke volt, utána még egy kislány született, Mária (a családban csak May), aki azonban meghalt négyéves korában. Alixnak így végül is három nénje volt: Viktória, Erzsébet (a családnak Ella), és Irén. Két bátyja, Ernő Lajos és Frigyes közül csak Ernő (Ernie) érte meg a felnőttkort: Frigyes két és fél éves korában kizuhant egy ablakon, és meghalt – a kisfiú vérzékeny volt, valójában emiatt távozott el. Frigyes tragédiájából nyilvánvalóvá vált a család számára, hogy Aliz hercegnő magával hozta az angol királyi család örökletes betegségét.
1878-ban az egész család (kivéve Erzsébetet) torokgyíkot kapott. A kis May és Alix anyja meghalt a betegségben. Aliz nagy űrt hagyott maga után, amelyet gyerekei soha nem tudtak igazán betölteni sem akkor, sem később. A kis „Sunny” (ahogy a család becézte) ekkor vált komollyá és visszahúzódóvá.
A gyermekek nevelését Viktória brit királynő vállalta magára, így a család – Ella kivételével, aki Erzsébet porosz hercegnőnél élt – Angliába költözött. Alix itt nőtt fel, a királynő kedvenc unokájaként, és inkább volt angol, mint német. 1892-ben meghalt Alix édesapja, és a helyére Ernő lépett hesseni nagyhercegként.

## Eljegyzés és házasság

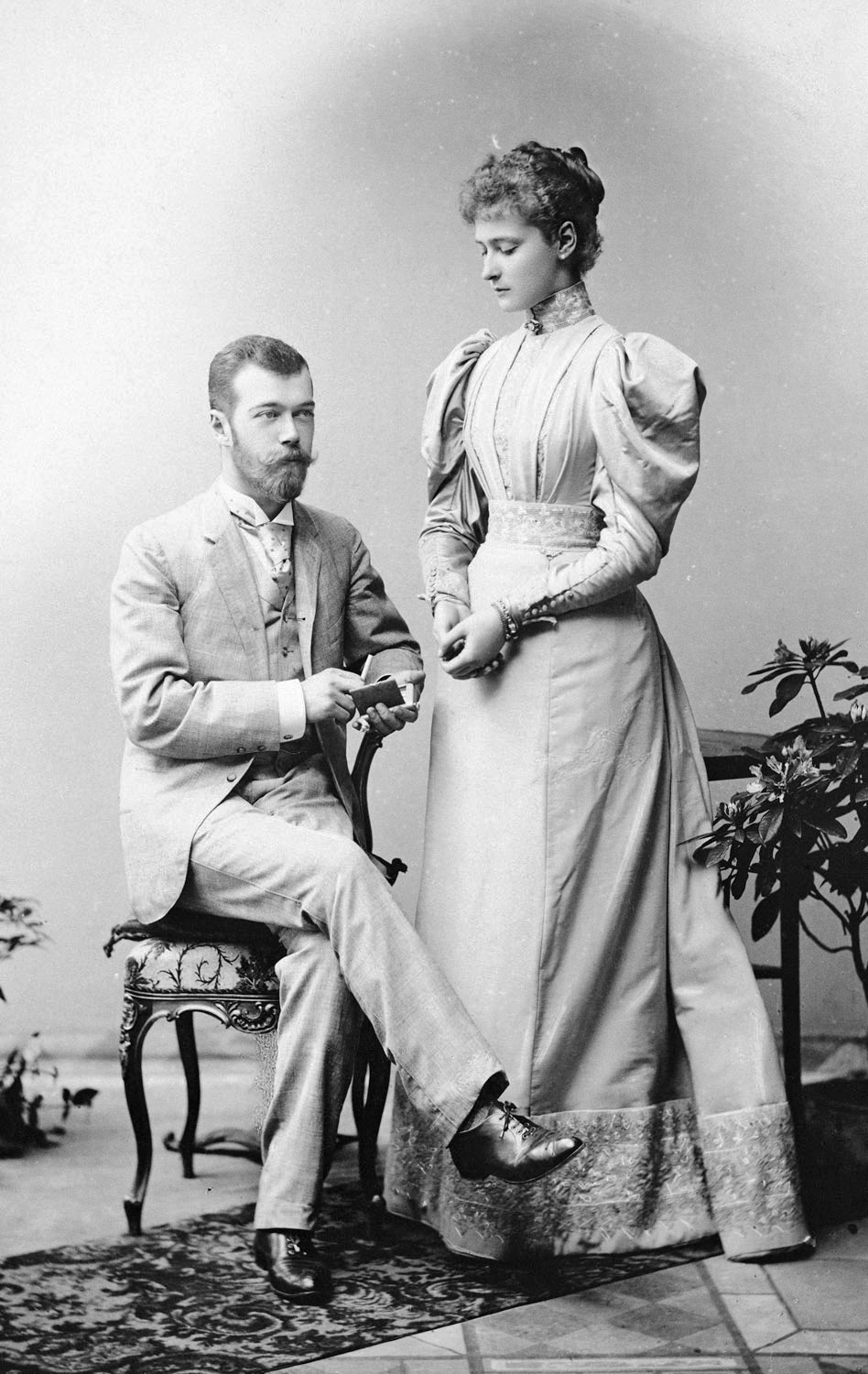
Alix és Miklós 1894-ben

1884-ben Alix két nővére is férjhez ment. Először Viktória, aki Lajos Sándor battenbergi herceg felesége lett, majd pár hónappal később Erzsébet, aki Szergej Alekszandrovics Romanov orosz nagyherceghez ment hozzá. Alixnak a kor felfogása szerint viszonylag későn, 22 éves korában kötötték csak be a fejét.
Amikor Nyikolaj Alekszandrovics Romanov nagyherceg, az orosz trón várományosa (a későbbi II. Miklós) és Alix először találkoztak, a cárevics azonnal beleszeretett a nála négy évvel fiatalabb hercegnőbe. Egy brosstűvel ajándékozta meg Alixot, aki azonban megijedt a heves udvarlástól, és visszaadta az ajándékot.
Három évvel későbbi találkozójuk már nagyobb sikerrel járt. A cárevics és Alix egész éjszaka táncoltak, aztán belekarcolták a neveiket a palota egyik üvegablakába. Miklós ugyan azt írta a naplójába, hogy „szeretjük egymást”, ez azonban korántsem volt ilyen egyszerű. Alix eléggé félt ugyanis, és Miklós apjának, III. Sándornak is volt egy-két szava az ügyhöz.
III. Sándor eleinte hallani sem akart Alixról, ő ugyanis államérdekek miatt egy porosz vagy egy francia feleséget akart a fiának. 1894-re azonban a cár egészsége megrendült, és a kiszemelt jövendőbelik sem voltak hajlandók áttérni az ortodox hitre, ami egy orosz cárné esetében elengedhetetlen. Azonkívül III. Sándornak eszébe jutott, hogy valamikor ő is szeretett egy nőt, de országa érdekei miatt mást kellett elvennie. Így aztán III. Sándor beleegyezett Alix és Miklós házasságába.

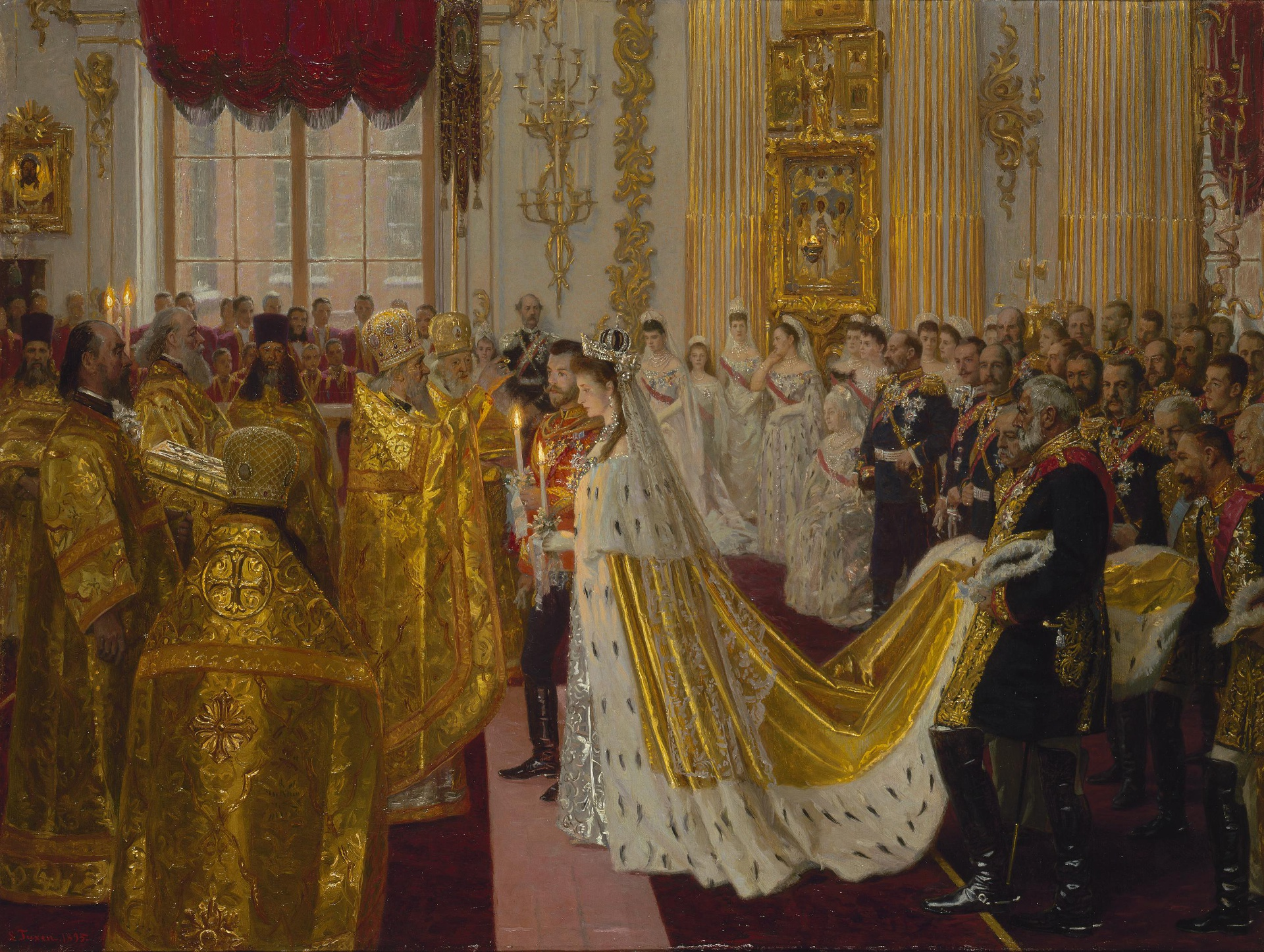
Alix és Miklós esküvője (L. Tuxen képe)

1894-ben Alix bátyja Coburgban elvette feleségül Viktória Melita edinburgh-i hercegnőt. A menyegzőre rengeteg arisztokrata gyűlt össze, ott volt Alix is, és Miklós is. A cárevics hamar elérte, hogy ne az ifjú párral, hanem vele és Alixszal foglalkozzon mindenki.
Miklós 1894. április 8-án kérte meg végül Alix kezét. Erről a cárevics unokatestvére, II. Vilmos német császár így írt:
„Addig-addig téblábolt Miklós, míg fogtam az egyik vázát, kivettem belőle a csokrot, és azt mondtam neki: ezt itt most szépen megfogod, fölveszed az uniformisodat, felkötöd a szablyádat, és megkéred a kezét!”
Alix igent mondott. Viktória királynő még aznap este vacsorát adott a jegyesek tiszteletére, akik egy rövid angliai kitérő után hazatértek Oroszországba. A brit királynő ennek ellenére nem volt elragadtatva unokája választásától, amint azt Viktóriának, Alix nénjének meg is említette egyik levelében: „… Jövendő házassága miatti félelmeim oly erősek, és meghűl bennem a vér, ha arra gondolok, hogy ilyen fiatalon ül arra a nagyon bizonytalan trónra. Állandó veszélyben lesz drága élete s még inkább az uráé, ráadásul oly ritkán láthatom! Hajlott koromra még ez a végtelen aggodalom is! Bárcsak ne kellene elveszítenem az én édes kis Alixemet!” 
Alix és Miklós esküvője Szentpétervárott, a Téli Palotában, 1894. november 14-én volt megtartva, két héttel Miklós trónra lépése után. Az eseményen jelen volt Európa minden jelentősebb személye, és az egész Romanov-család.

## A cárné

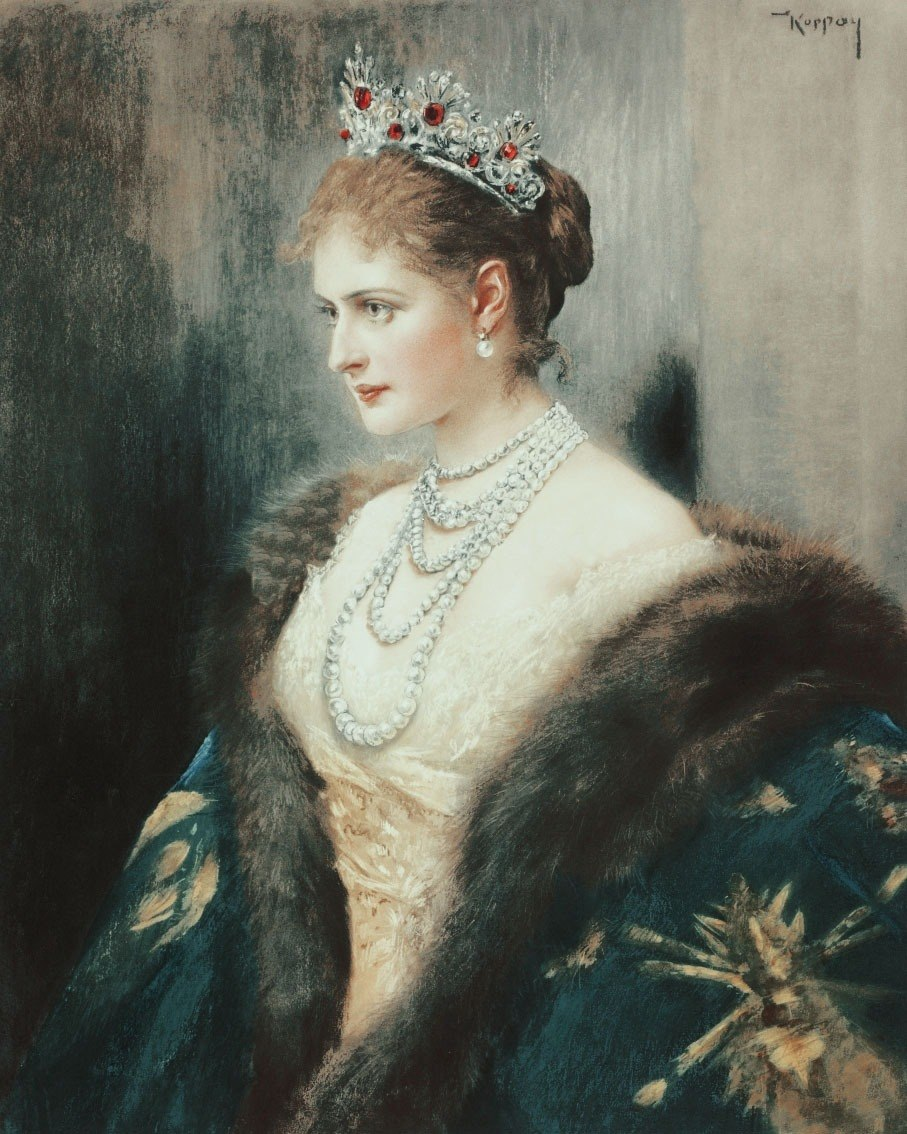
A cárné Koppay József Árpád festményén

Alix az ortodox keresztségben az Alekszandra Fjodorovna nevet kapta, valószínűleg azért, mert az Alekszandra hasonlított leginkább az Alixra.
A cári pár 1896. május 26-i koronázását szörnyű tragédia árnyékolta be. A hodinkai tragédia néven elhíresült tömegbalesetben 1389 ember lelte a halálát: agyontaposták őket, amikor a kegytárgyak és egyéb ajándékok kiosztására vártak. A tragédia ellenére Miklós és Alekszandra aznap este részt vett a francia követ bálján, amit az oroszok úgy értelmeztek, hogy új uralkodóik érzéketlenek a szörnyűségre. Holott Miklós és Alekszandra csak attól félt, hogy megsértik a francia arisztokráciát, ha nem mennek el az ünnepélyre, és az utolsó pillanatban mondják le a részvételt.

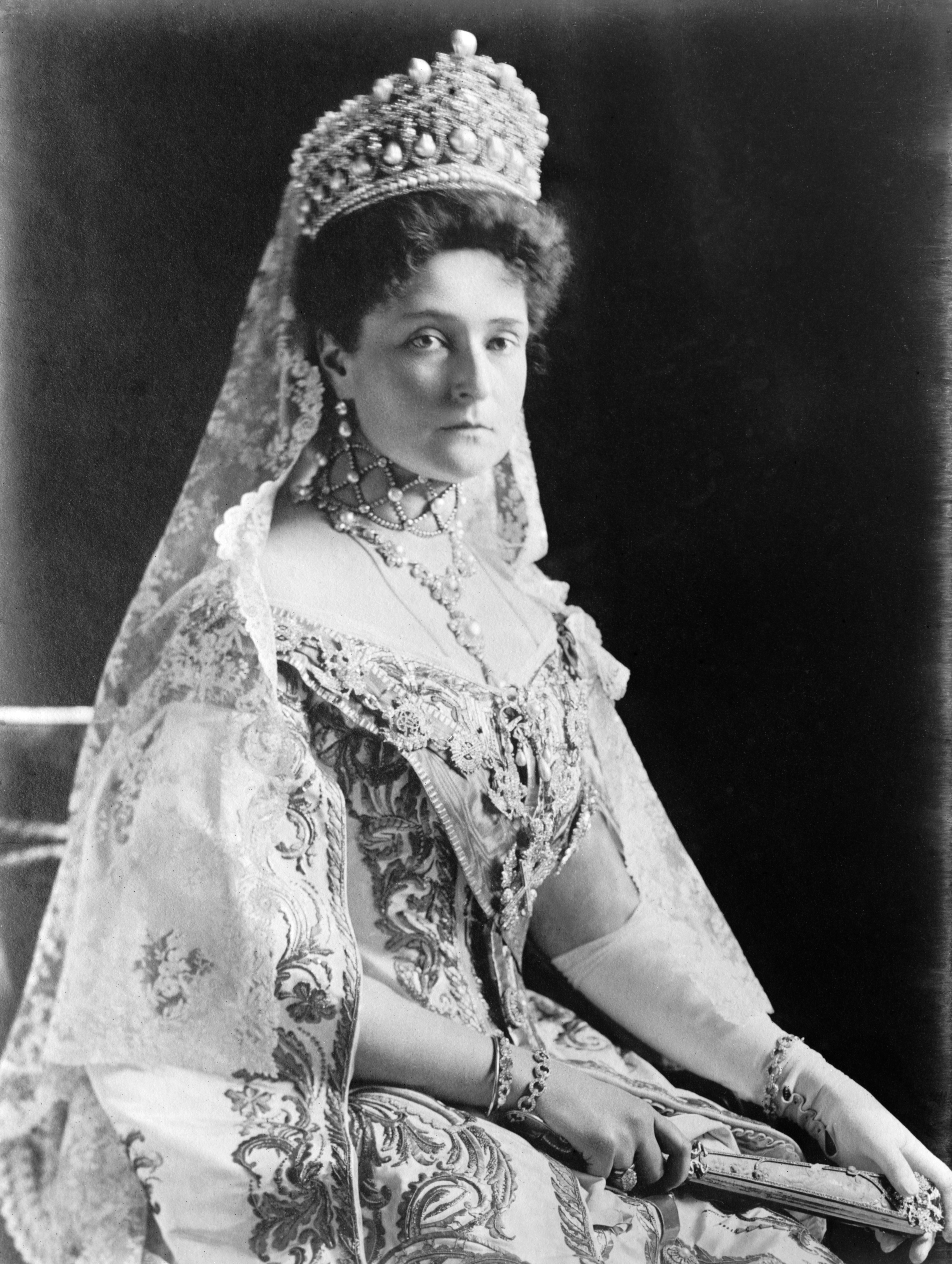
Alekszandra 1905-ben, a Duma megnyitója alkalmával készült hivatalos fényképen

Alekszandra cárnéként is olyan visszahúzódó és félénk volt, mint hercegnőként. Ritkán ment a népe közé, és akkor is merev, komoly arccal. Ebből az oroszok arra következtettek, hogy „anyácskájuk” büszke, gőgös teremtés, aki nem akar leereszkedni hozzájuk. A valóság azonban pont az ellenkezője volt: a cárné félt, hogy népe megutálja, elutasítja.
A cárné (akárcsak a férje) erkölcstelennek és frivolnak tartotta a szentpétervári udvart, és tartózkodó modora elidegenítette a nemességtől. Az uralkodópár a Téli Palota pompája helyett sokkal jobban kedvelte a Carszkoje Szeló-i Sándor-palota polgárias kényelmét, természetes környezetét. Nehezére esett megszoknia új otthonát, annak nyelvét, vallását, és szokásait. Igaz, később sokkal odaadóbb híve lett az ortodox vallásnak, mint sok más született orosz.
Alekszandra beilleszkedését Oroszországba az is nehezítette, hogy férje családja nem fogadta őt jól. Marija Fjodorovna özvegy cárnénak, Miklós édesanyjának volt a feladata felkészíteni Alekszandrát a cárnéi kötelességekre. Marija Fjodorovna nagy befolyással bírt a gyermekei – így a cár – felett is. Az anyacárné örömmel fogadta Alekszandra és Miklós házasságát, és azt ígérte, szerető anyaként fog bánni menyével, de hamar kiderült, hogy az egyetlen közös dolog a két cárnéban a Miklós cár iránti szeretetük és ragaszkodásuk. Alekszandra megpróbálta kiragadni férjét Marija Fjodorovna hatalma alól, azonban így összeütközésbe került nemcsak az özvegy cárnéval, de a Romanov-család többi tagjával is. Kapcsolatuknak az sem tett jót, hogy Miklós és Alekszandra házasságuk legelején az anyacárnéval éltek együtt.
A cári családból leginkább Olga Alekszandrovnával, valamint Kszenyija Alekszandrovnával, férje két húgával találta meg a közös hangot. Sokat segített neki nénje, Ella (immár Jelizaveta Fjodorovna nagyhercegné), de az a rokona, aki leginkább támogathatta volna Marija Fjodorovna mellett, egyike volt legnagyobb ellenségeinek. Idősebb Marija Pavlovna nagyhercegné német hercegnőként született, de miután beházasodott a Romanov-családba, teljesen elkötelezte magát Oroszországnak. A nagyhercegné nagy riválisa volt Marija Fjodorovnának, és hatalmas ellenszenvvel viseltetett Alekszandra irányába.
A cárné legjobb barátnője és bizalmasa egyik udvarhölgye, Anna Alekszandrovna Virubova, egy orosz nemeshölgy volt. Anna maga is Raszputyin egyik híve volt, s nagy szerepet játszott abban, hogy a cári család megbízott a „Gonoszban”.
Alekszandra egészsége nagyon instabil volt, amit sokan csak annak tudtak be, hogy így próbált menekülni a kötelességei elől. Tény azonban, hogy már fiatalabb korában, a házassága előtt is hát- és lábfájdalmak gyötörték, melyek miatt gyakran volt szüksége orvosi segítségre. Később légszomjban és általános gyengeségben is szenvedett, gyakran kapott fulladásos rohamokat, valamint élete vége felé hosszabb sétákon már csak tolókocsiban tudott részt venni. Roman Petrovics herceg így emlékezett a cárné egyik rohamjára: „Nem tudta elviselni a nyári meleget, arca elvörösödött, és nem tudott levegőt venni. Amint kinyitották az ajtókat és ablakokat, hogy friss levegő jöjjön be a szobába, állapota rögtön javulni kezdett.”
A cárné még gyermekkorában, édesanyja hatására kezdett el jótékonykodni. Később is rengeteg jótékonysági vásárt, gyűjtést szervezett, ahol gyakran a saját rajzait, hímzéseit, vagy lányai kézimunkáit árulta. Alekszandra gyönyörűen tudott hímezni, különösen vallási témájú kézimunkái egyedülállóak. A cárnénak emellett katonai rangja volt egy ezredben, és udvarhölgyei szerint remekül érezte magát a díszszemléken. „Igazi katonalány, élvezte a hadjáratokat, a katonai parádékat, a seregszemléket és a tábori életet, ahol folyamatosan játszottak a zenekarok, szólt a kürt és vonultak az ezredek.”

## Alekszandra és a gyermekei

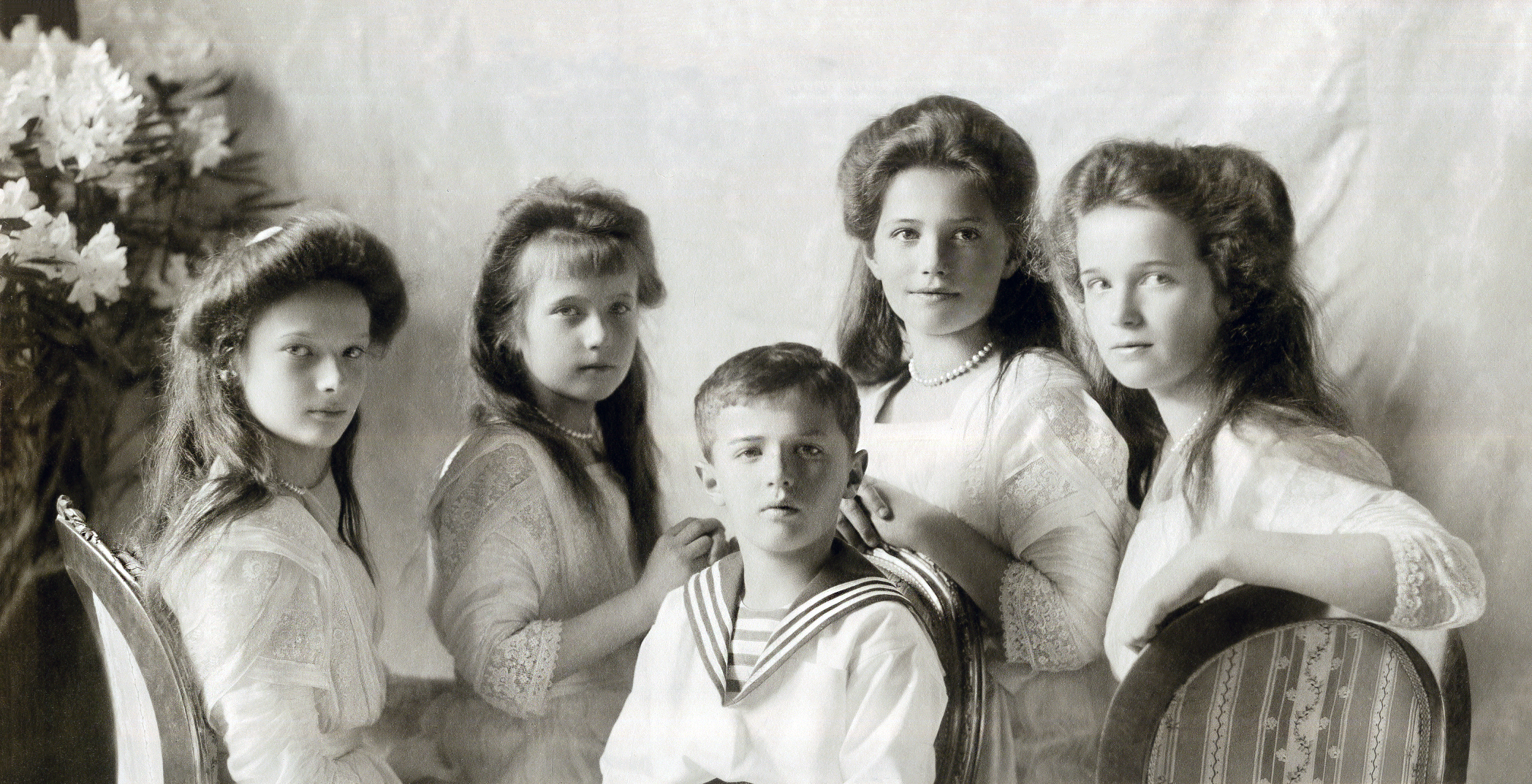
A cári gyermekek 1910-ben (balról jobbra: Tatyjana, Anasztaszija, Alekszej, Marija, Olga)

Alekszandrának és Miklósnak öt gyermeke született: Olga 1895-ben, Tatyjana 1897-ben, Marija 1899-ben, Anasztaszija 1901-ben, és végül Alekszej 1904-ben.
Alekszandrára egészen 1904-ig, a trónörökös herceg születéséig hatalmas nyomás nehezedett, mivel a család és az ország is egy fiút várt tőle. Az első lány születésekor még mindenki örült, és a másodikat is örömmel fogadták, azonban a harmadik nagyhercegnő érkezésekor már csendesebb volt az ünneplés, a negyedik kislányt pedig egyenesen csalódva fogadták. Híven tanúskodik erről Kszenyija Alekszandrovna megjegyzése: „Istenem! Micsoda csalódás!… egy negyedik lány!” 
1904-ben azonban megszületett a várva várt trónörökös, akit az „Alekszej” névre kereszteltek Miklós kedvenc uralkodója, I. Alekszej után. A kis cárevics 1904. augusztus 12-én, Peterhofban született, délután negyed kettőkor. Bár Oroszország ekkor háborúban állt Japánnal, hatalmas ünnepségeket rendeztek a kis nagyherceg tiszteletére.
Olga és Alekszandra kapcsolata nem volt felhőtlen. Alekszandra nem értette meg a lányát, főleg kamaszkorában. Olga egyáltalán nem hasonlított rá, nagyon is öntudatos, hazaszerető lány volt, akit érdekelt a politika, és ezt a családcentrikus, visszahúzódó cárné nem tudta megérteni.
Tatyjanát gyakran mondták Alekszandra kedvenc lányának. Ők ketten remekül kijöttek egymással. Tatyjana  segített az édesanyjának az utolsó hónapokban, amikor ide-oda költöztették őket egyik házból a másikba, és ő tolta mindig az akkor már nagyon gyenge Alekszandra tolókocsiját.

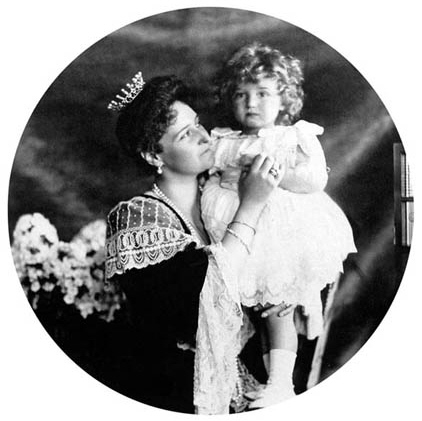
Anya és fia 1906-ban

Mariját édesanyja semmibe vette – nem szándékosan. Marija olyan fajta gyerek volt, aki mindig jó, nem felesel a szüleivel, így a cárnénak nem sok gondja volt vele. Anasztaszija pedig – bár külsőre inkább Alekszandrára hasonlított – inkább apás típus volt, akárcsak Olga.
Alekszej volt a cárné (és az egész ország) nagy reménye. A cárné és a cárevics rengeteg időt töltöttek együtt. Alekszandra gyakran mesélt és játszott a fiával, és jóformán mindig figyelt rá, nehogy baja essen. Sophie Buxhoeveden, Alekszandra udvarhölgyeinek egyike leírta azt a jelenetet, amikor behozták Alekszejt a cárné kedvenc szalonjába, a Mályva Budoárba, ahol a nagyhercegnők éppen szembekötősdit játszottak. „>>Mind hagyjátok abba<<, mondta a cárné >>itt jön a baba<<. Kikötöztem a szemem, és láttam, ahogyan a dajka a három hónapos cáreviccsel a karján a szobába érkezik. Tüneményes csecsemő volt… két mókás kis gödröcske jelent meg az arcán, ahogyan gügyögött, és kinyújtotta a karjait az anyja irányába. Soha nem felejtem el a cárné tekintetét, ahogyan a gyermeket elvette a dajkától… ”  A kis trónörökösről azonban már nagyon korán kiderült, hogy vérzékenységben szenved, és ezt a betegséget Alekszandrától örökölte. A cárné rajongása a fia iránt nyilvánvaló volt, és mivel tényleges gyógymód nem létezett a vérzékenység kezelésére, Alekszandra együtt szenvedett a cáreviccsel. Hamar megöregedett, de mindent képes lett volna megtenni a fiáért, és ezt használta ki Raszputyin is.

## Grigorij Raszputyin
1905 októberében a cári párnak bemutattak egy sztarecet (idős „szent embert”), Grigorij Raszputyint. Miklós és Alekszandra benne látta megtestesülni a hagyományos orosz paraszti erényeket: feltétlen odaadás és hűség a cár iránt, valamint mély istenhit. Raszputyin azt állította magáról, hogy segíteni tud a cárevics betegségén, és a cári család emiatt teljesen a bűvkörébe került.
A legtöbben egyszerű szélhámosnak és csalónak tartották Raszputyint, és bár valóban nem volt semmilyen „Istentől kapott képessége”, tényleg enyhítette Alekszej fájdalmait – talán hipnózis segítségével. Tudta ugyanis, hogy a magas vérnyomás is okozhatja a vérzékenységet, és ezért hipnózissal és imáival megnyugtatta a trónörököst, akinek így esett a vérnyomása, és enyhültek a fájdalmai.
Mivel azonban a cári pár titokban tartotta Alekszej betegségét, az emberek csak azt látták, hogy „minden oroszok urát”, a „cár atyuskát” egy paraszti sorból származó közönséges szemfényvesztő irányítja. Sőt, egyes rosszindulatú pletykák szerint a cárné Raszputyin szeretője volt.
A történészek szeretik eltúlozni Raszputyin politikai befolyását a család fölött, azonban hatalma széles körben ismertté vált az oroszok körében, és aláásta a cári család hitelét és tiszteletét.
1911-ben II. Miklós már nem tudta tovább figyelmen kívül hagyni Raszputyin botrányait, amikor Miklós miniszterelnöke hosszú listát készített a férfi bűneiről. Erre a cár kiutasította Raszputyint az udvarból, de nem sokkal később a gyermeke életéért aggódó cárné visszarendelte.
Raszputyint 1916. december végén Péterváron orosz arisztokraták meggyilkolták. A konzervatív nemesek egy csoportja mérgezett süteményt és bort adott a férfinek. Miközben kómába esett, egyik hóhérja, Feliksz Juszupov herceg négyszer belelőtt. Ezek után Raszputyint megkötözték és a jeges Néva folyóba dobták, ahol végül megfulladt. A cári pár parancsára azonban titokban kihalászták, és tisztességesen eltemették. Később ez kiderült, és az emberek még jobban a Romanovok ellen fordultak. Egyesek szerint Raszputyinnak azért kellett meghalnia, mert azt várták, ettől úgy megrendül a cári család, hogy a cár lemond; mások szerint azért, mert az angolok veszélyt láttak Raszputyinban, aki arra akarta rávenni a cárt, hogy kössön békét Németországgal. Raszputyin meggyilkolása viszont – bár kétségtelenül megrendítette a családot – nem bírta lemondásra a cárt. A férfi ellen elkövetett merénylet megerősítette Alekszandra egyeduralomba vetett hitét, s erős kézzel lecsapott az orosz köznépre, de néhány héttel az őrült szerzetes halála után a Romanovokat elsöpörte az orosz forradalom.

## Az első világháború

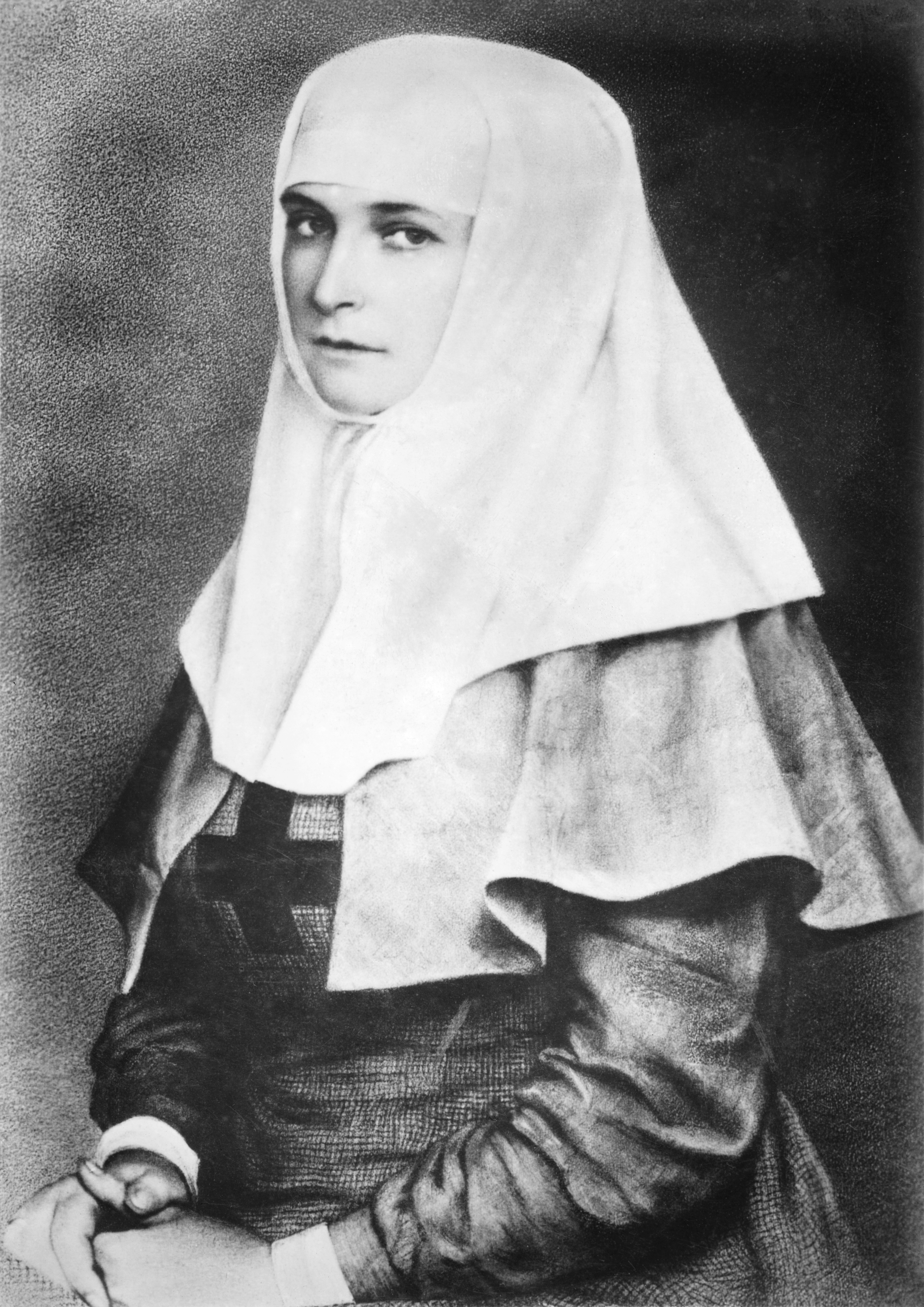
Alekszandra cárné ápolónőként, 1916 körül

Oroszország belépett a világháborúba. A súlyos veszteségek, a szenvedés és nélkülözések nyomán az emberek tiltakoztak a háború ellen. Az oroszok – érthető módon – gyűlölték a németeket, akik szerintük a háború kirobbantói voltak. Viszont Alekszandra is német származású volt, és erre Oroszországban az akkor kialakulóban lévő bolsevikok nem győzték felhívni a figyelmet. Csak azt felejtették el hozzátenni, hogy Alekszandra élete igen csekély részét töltötte Németországban, hiszen jórészt egész gyermekkora alatt nagyanyjával élt Angliában, ráadásul férjével és gyerekeivel is angolul beszélt, nem németül. Azonban a „német nő” jelző – ahogy Alekszandrát hívták – visszavonhatatlanul ráragadt a cárnéra, és még inkább a Romanovok ellen hangolta a közvéleményt.
Alekszandra cárné két nagyobb leányával beállt kórházi ápolónőnek, miután elvégezték a Vöröskereszt nővérképző tanfolyamát. A cárné és a nagyhercegnők minden nap sebesült katonákat ápoltak a Carszkoje Szeló-i Katalin-palotában, amelyet hadikórháznak alakítottak át. Sokak szerint ez a viselkedés nem volt méltó a cárnéhoz, azonban Alekszandra így vélekedett erről: „Néhányak szemében úgy tűnhet, hogy feleslegesen teszem ezt, de szerintem nem tehetnék annál jobbat, mint hogy gondoskodom a kórházról, a segítségre nagy szükség van, és minden segítség hasznos.” Egy idő után azonban az ellenszenv olyan elviselhetetlen lett a számukra, hogy kiléptek a Vöröskereszt szolgálatából, de a cárné továbbra is látogatta a kórházakat, nemcsak Szentpéterváron, de a birodalom minden részében.
Alekszandrának a világháború alatt nagyobb szerep jutott a kormányzásban, mint addig bármikor. 1915-ben a cár személyesen lépett az orosz csapatok élére, egyedül hagyva Alekszandrát Oroszországban. A cárnénak így döntő szava volt a miniszterelnökök kinevezésében, és a kormány egyéb lépéseiben, azonban az orosz nép minden egyes intézkedés mögött Raszputyint sejtette, aki nagy befolyással bírt a cárné fölött. 1916 decemberében, pár nappal Raszputyin meggyilkolása előtt a cárné írt egy levelet Miklósnak, amely remekül jeleníti meg a szélhámos hatalmát. „… Csapataink hamarosan erősebbek lesznek Romániában. Meleg van, és sűrűn hull a hó. Bocsásd meg ezt a levelet, de nem tudtam aludni az éjszaka, annyira aggódtam érted; ne titkolj el előlem semmit, én erős vagyok, de hallgass rám, azaz Barátunkra, és bízz bennünk. Óvakodj Trepovtól, őt lehetetlen szeretni vagy tisztelni. Szenvedek érted, mint egy gyengéd, lágy szívű gyermekért, kinek irányítás kell, de rossz tanácsadókra hallgat, miközben Isten embere megmondja neki, mit tegyen. Édes jó Angyalom, jöjj haza mielőbb… Végtelen sok csók a Te leghűségesebb asszonykádtól.”

## Fogság és halál
1917-ben, a február 25-i polgári forradalom után a cári családot Carszkoje Szelóban házi őrizetbe vették. A bolsevikok hatalomátvétele után, a nép ellenségeskedése miatt továbbszállították őket Tobolszkba, majd innét a fehér (royalista) csapatok közeledése miatt az Urál-hegységben lévő Jekatyerinburgba. Itt egy mérnök birtokán, az Ipatyjev-házban szállásolták el őket. A cári családdal tartott az orvosuk, és három hűséges cseléd is.
1918. július 16-án éjjel Jakov Jurovszkij, a foglyokat őrző osztag parancsnoka leparancsolta a családot a pincébe azzal az ürüggyel, hogy fényképet akarnak készíteni róluk. Fénykép helyett sortüzet lőttek a családra, orvosukra és arra a néhány cselédre, akik hűségesen velük maradtak a fogságban is. A holttesteket lepedőkbe csavarták, majd a közeli erdőbe szállították. Itt leöntötték őket savval, majd kettőt elégettek, a többit pedig egyszerűen a földbe temették. Később az elégetett testek maradványait is jó mélyen elásták a földbe; július 17-ére virradóra már nyomuk sem volt.

## Legenda és szentté avatás
A szovjet diktatúra által elnyomott oroszok hinni kezdtek abban, hogy a Romanovok nem is haltak meg azon az éjszakán, hanem külföldön élnek valahol álnév alatt. Számos olyan ember bukkant fel, akik azt állították magukról, hogy a cári család tagjai. Jekatyerinburgban a '90-es években öt csontvázat találtak, amikről feltételezték, hogy a cári család tagjaié. Viszont két test hiányzott, és ez számos találgatásnak adott okot. 2007 augusztusának közepén viszont megtalálták a hiányzó két test maradványait, így bizonyítva látszik, hogy azon az éjszakán mindenki meghalt. Az ortodox egyház és számos tudós, valamint az oroszok egy része azonban nem hiszik, hogy a meglelt csontok az utolsó cár családjáé.
1981-ben a külföldi orosz ortodox egyházak szent mártírokká nyilvánították II. Miklóst és Alekszandrát, gyermekeikkel együtt. 1998. július 17-én, nyolcvan évvel a cári család lemészárlása után a nekik tulajdonított csontokat újratemették a szentpétervári Péter-Pál-székesegyházban. 2000-ben pedig az Orosz ortodox egyház szentté avatta az utolsó cári családot.
2005-ben a Romanov család nevében a Spanyolországban élő Marija Vlagyimirovna nagyhercegnő kérvényt nyújtott be, hogy rehabilitálják a cárt és családját, a kérvényt azonban 2007-ben elutasították. 2008-ban az ügy új fordulatot vett; az orosz legfelsőbb bíróság II. Miklóst és családját jogtiprás áldozatának ismerte el és rehabilitálta.

## Külső hivatkozások
- Frozentears (angolul)
- Alexander Palace Time Machine Archiválva 2011. szeptember 24-i dátummal a Wayback Machine-ben (angolul)
- Képek, érdekességek (angolul)